# Vincenzenbronn
Vincenzenbronn is een plaats in de Duitse gemeente Großhabersdorf, deelstaat Beieren.